# Pilbladstekel
Pilbladstekel (Nematus salicis) är en stekelart som först beskrevs av Carl von Linné 1758.  Nematus salicis ingår i släktet Nematus, och familjen bladsteklar. Arten är reproducerande i Sverige.